# Steïr
Ne pas confondre le Steïr, affluent de l'Odet et le Ster, petit fleuve côtier situé dans la commune de Plobannalec-Lesconil.
Le Steïr, est une rivière du département du Finistère en région Bretagne et un affluent du fleuve côtier l'Odet.

## Géographie
Le Steïr, est une rivière ayant sa source à Cast (Finistère) et se jetant dans l'Odet à Quimper après un parcours de 27,9 km. Il lui apporte les eaux de la région située au nord de la ville de Quimper. La rivière coule en direction du sud mais son cours est sinueux. La ligne de chemin de fer Quimper-Châteaulin emprunte sa vallée entre Quimper et Quéménéven et son tracé l'épouse plus ou moins fidèlement.

### Communes et cantons traversés
Dans le seul département du Finistère, le Steïr traverse les six communes, de l'amont vers l'aval, Cast (source), Quéménéven, Plogonnec, Landrévarzec, Guengat, Quimper (confluence).
Soit en termes de cantons, le Steïr prend source dans le canton de Châteaulin, traverse ou longe les cantons de Douarnenez et Briec, et conflue dans le canton de Quimper-1.

### Organisme gestionnaire
L'organisme gestionnaire est le Sivalodet

## Nom
Son nom ancien est l'Eier et on retrouve le nom dans des lieux-dits comme Prateyer (Prat+Eier = « le pré de l'Eier ») et Troheir (Tro+Eier = « la vallée de l'Eier »). « Ar ster Eier » (la rivière Eier) a donné le Steïr.

## Histoire

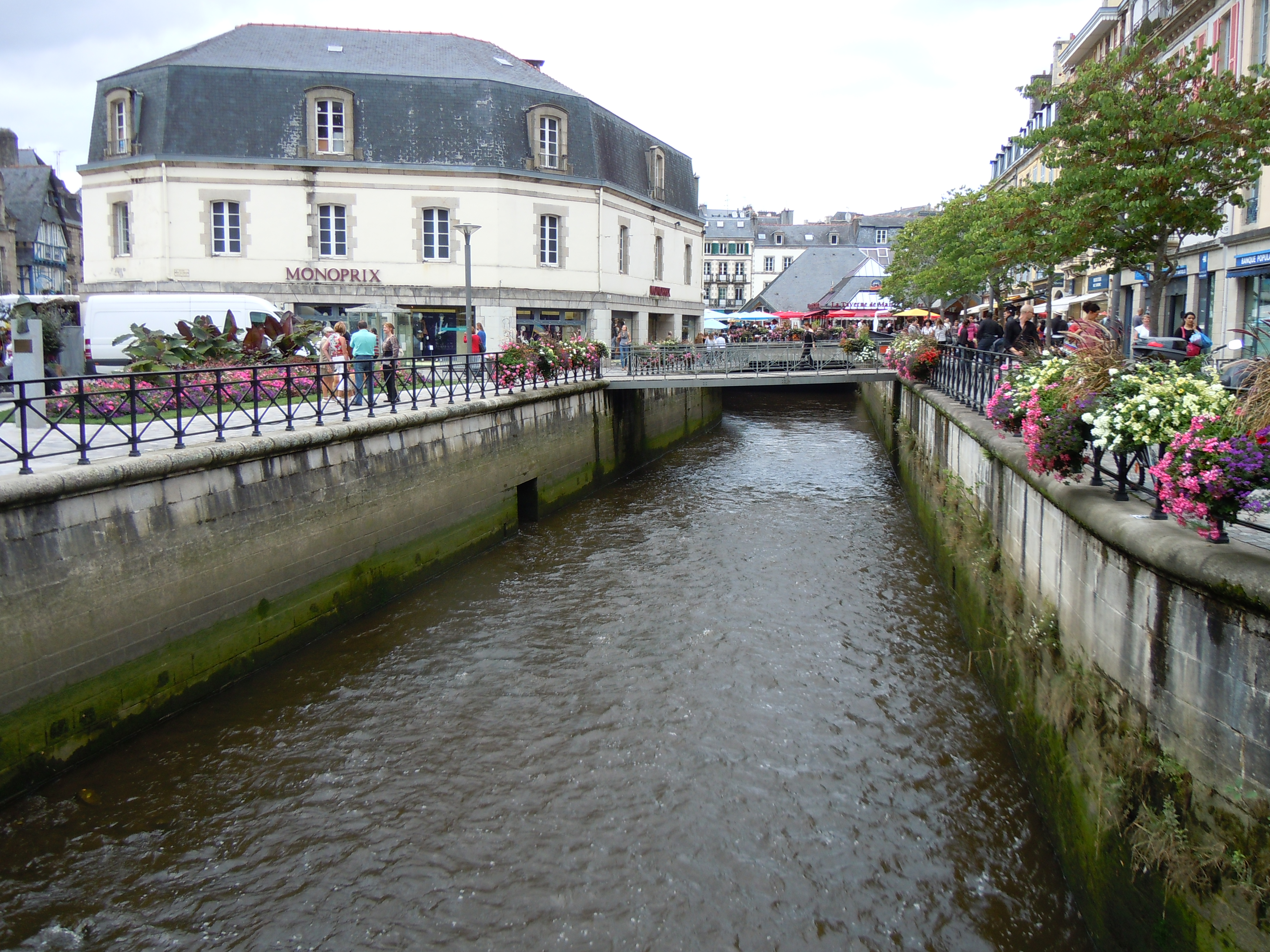
Le Steïr à Quimper juste avant sa confluence avec l'Odet.

De nombreux moulins jalonnaient son cours dont le dernier dans la ville elle-même dénommé le Moulin-au-Duc. Dans le courant du XIXe siècle de belles demeures bourgeoises et de rapport sont construites le long des quais du Steir et de l'Odet. De grandes dalles de béton, datant de la décennie 1950, ont couvert pendant une quarantaine d'années la rivière, alors malodorante et sale, dans la ville de Quimper juste avant sa confluence avec l'Odet, la cachant ainsi à la vue des passants. Il a fallu attendre 2002 pour qu'elles soient enfin retirées et que la rivière retrouve l'air libre.

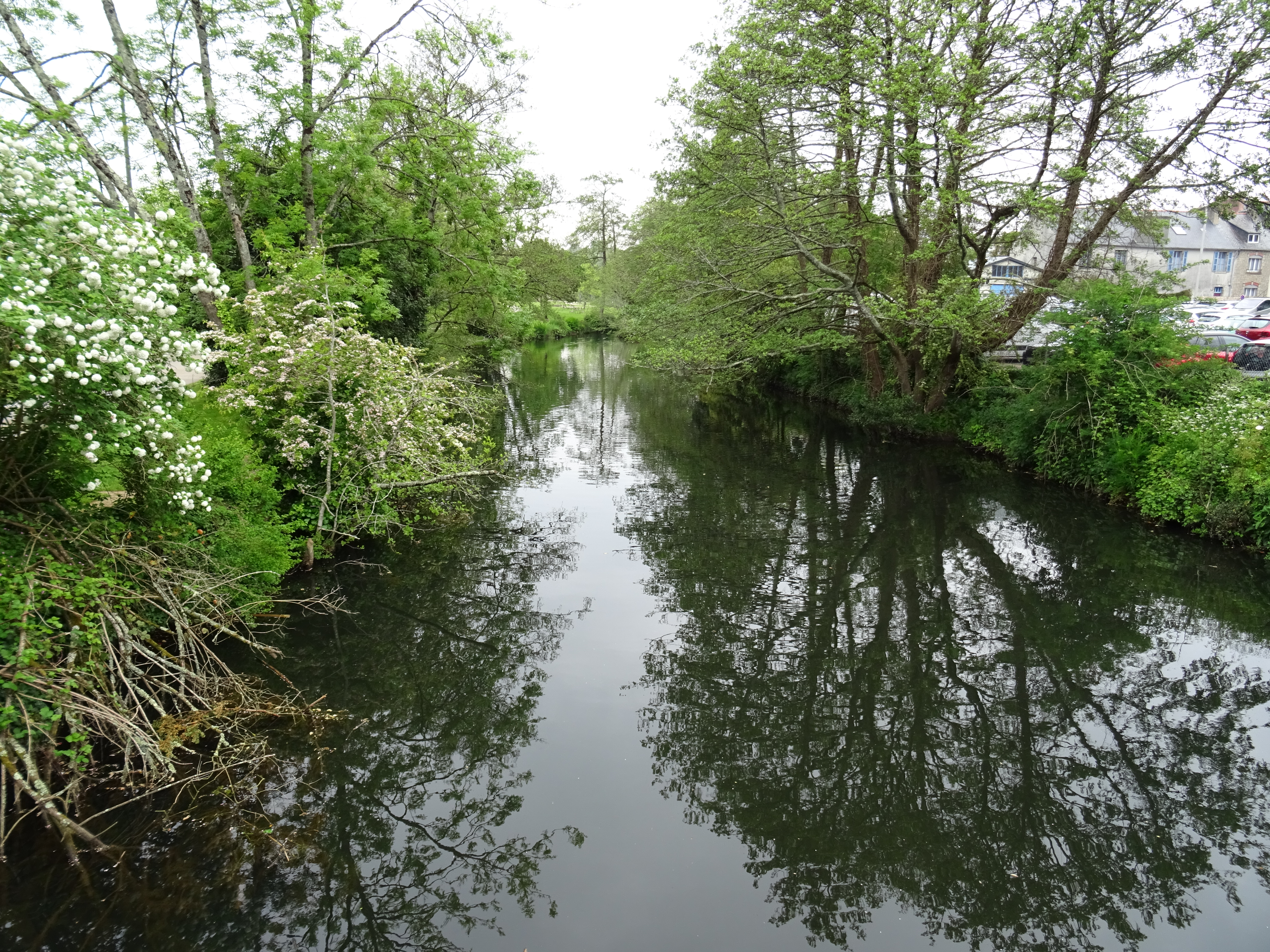
Le Steïr à Quimper (près du parking de la Providence).
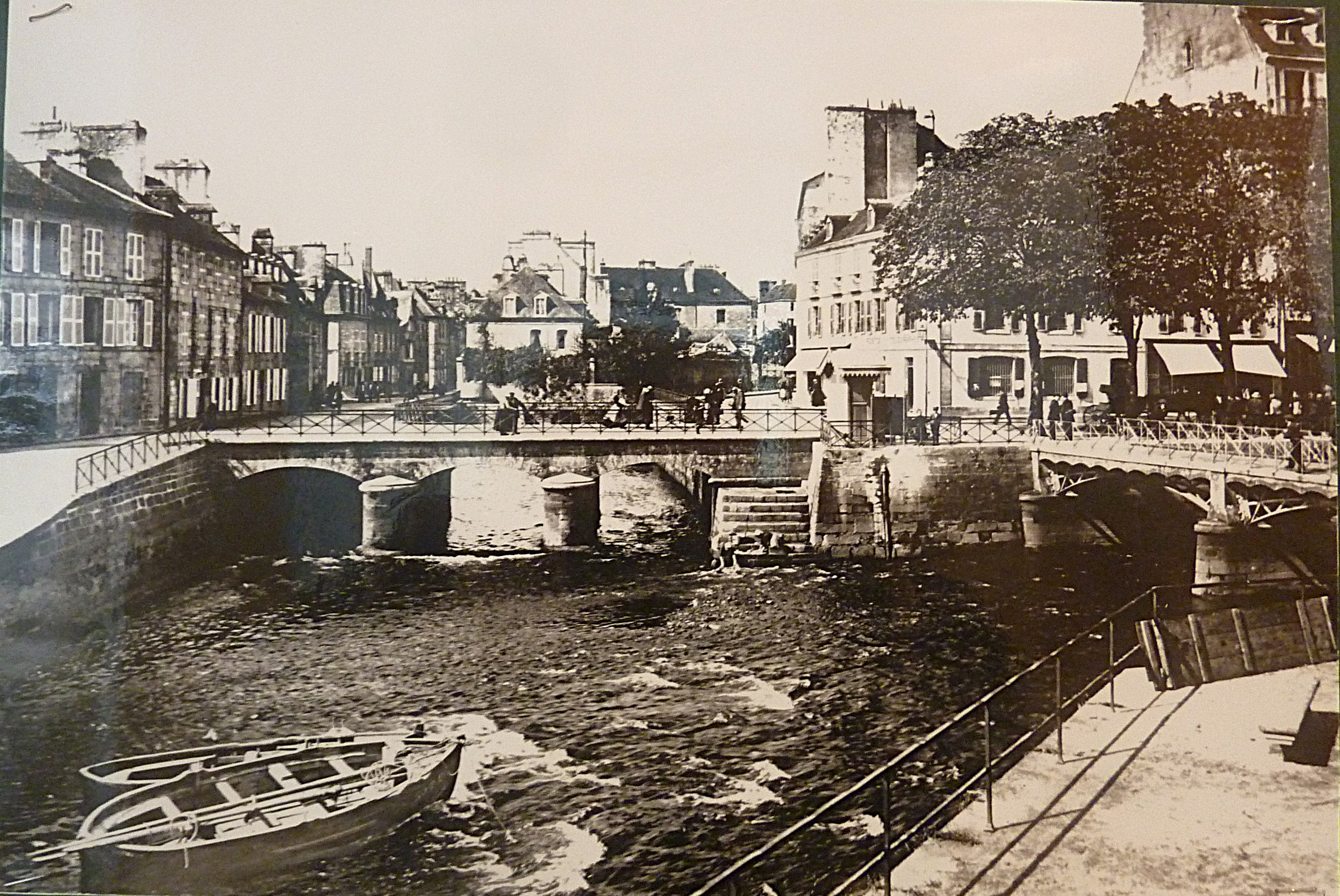
La confluence du Steir et de l'Odet à Quimper vers 1930.

## Affluents
Le Steïr a cinq tronçons affluents référencés dont :
- le ruisseau du Moulin du Duc (rg), 8,4 km
- le ruisseau de Kerganapé (rd), 6,2 km avec un affluent :
  - le Staven (rg)
- le ruisseau de Kermabeuzen (rd),

Le rang de Strahler est donc de trois.

## Hydrologie

### Le Steïr à Guengat
Le Steïr présente à la station de jaugeage de Ty Planche en Guengat une surface de bassin versant de 179 km2, à 20 m d'altitude et son débit moyen inter annuel ou module est de 3,66 m3/s. Son débit mensuel varie entre 7,92 m3/s en période de hautes eaux en hiver et 0,76 m3/s à l'étiage en été (voir histogramme). Les fluctuations de son débit sont bien plus importantes sur de plus courtes périodes.

### Étiage ou basses-eaux
Le VCN3 ou débit d'étiage lors d'une quinquennale sèche est de 0,300 m3/s, ce qui reste confortable à un peu moins de 10 % du débit nominal.

### Crues
Le débit journalier maximal est de 67,20 m3/s (valeur mesurée le 12 décembre 2000) et la hauteur maximale instantanée de 337cm ce même jour . Le débit instantané maximal a été de 62,60 m3/s le 7 février 2014 pendant la tempête Qumaira.
Les QIX 10 s'établissent à 50 m3/s, QIX 20 à 58 m3/s et QIX 50 à 68 m3/s alors que les QIX 2 à 29 m3/s et QIX 5 à 42 m3/s. Le QIX 100 est non calculé vu la période d'observation de seulement 39 ans.

### Lame d'eau et débit spécifique
La lame d'eau écoulée dans son bassin versant est de 664 millimètres annuellement, ce qui est plus du double de la moyenne française. Le débit spécifique s'établit à 21 litres par seconde et par kilomètre de bassin versant.

### Le rétablissement de la continuité écologique
Pour améliorer la continuité écologique et faciliter la remontée des poissons migrateurs, le rabotage des seuils de deux moulins situés dans la partie aval du Steïr et propriétés de la ville de Quimper, le Moulin Vert et le Moulin au Duc, est effectuée en 2022 ; la disparition de ces seuils va entraîner un abaissement du niveau de l'eau d'environ un mètre juste en amont de ceux-ci ; les travaux sont réalisés par le Sivalodet. La restauration du courant naturel désenvase le lit du Steïr, offrant de nouvelles possibilités d'habitat, et donc de reproduction, pour les saumons, truites, grandes aloses, lamproies et autres anguilles.

## Faune
Le Steïr abrite une importante population de truites fario sauvages et de saumons atlantiques.

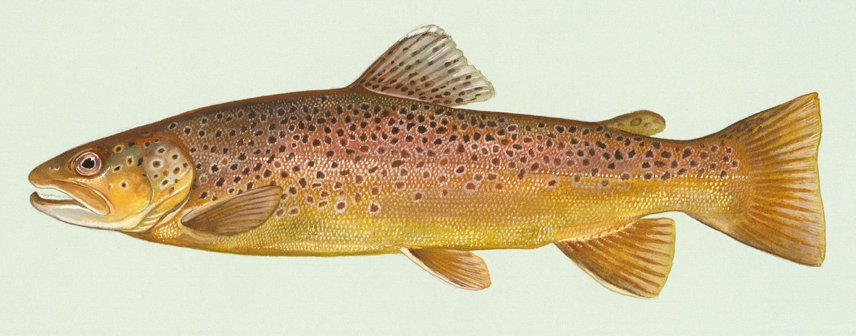
Truite fario
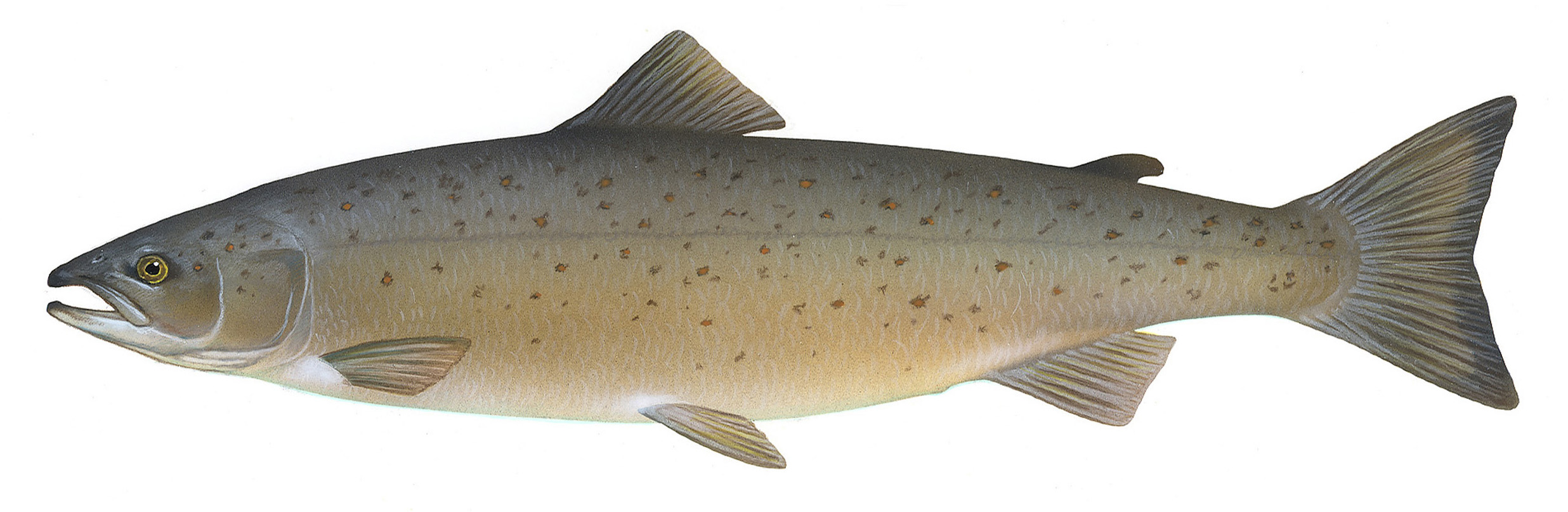
Saumon atlantique